# 384 (numero)
Trecentottantaquattro (384) è il numero naturale dopo il 383 e prima del 385.

## Proprietà matematiche
- È un numero pari.
- È un numero composto con 16 divisori: 1, 2, 3, 4, 6, 8, 12, 16, 24, 32, 48, 64, 96, 128, 192, 384. Poiché la somma dei divisori (escluso il numero stesso) è 636 > 384, è un numero abbondante.
- È un numero pratico.
- È un numero rifattorizzabile in quanto divisibile per il numero dei propri divisori.
- È parte delle terne pitagoriche (112, 384, 400), (160, 384, 416), (288, 384, 480), (384, 440, 584), (384, 512, 640), (384, 720, 816), (384, 988, 1060), (384, 1120, 1184), (384, 1512, 1560), (384, 2030, 2066), (384, 2288, 2320), (384, 3060, 3084), (384, 4087, 4105), (384, 4600, 4616), (384, 6138, 6150), (384, 9212, 9220), (384, 12285, 12291), (384, 18430, 18434), (384, 36863, 36865).
- È un numero palindromo e un numero a cifra ripetuta nel sistema di numerazione posizionale a base 23 (GG) e in quello a base 31 (CC).
- È un numero malvagio.
- È un numero congruente.

## Astronomia
- 384P/Kowalski è una cometa periodica del sistema solare.
- 384 Burdigala è un asteroide della fascia principale del sistema solare.

## Astronautica
- Cosmos 384 è un satellite artificiale russo.